# Wellington Weir
Wellington Weir är en dammbyggnad i Australien. Den ligger i regionen Collie och delstaten Western Australia, omkring 160 kilometer söder om delstatshuvudstaden Perth. Den ligger vid sjön Wellington Reservoir.
Runt Wellington Weir är det mycket glesbefolkat, med 5 invånare per kvadratkilometer.. Närmaste större samhälle är Collie, omkring 17 kilometer öster om Wellington Weir.
I omgivningarna runt Wellington Weir växer i huvudsak städsegrön lövskog. Genomsnittlig årsnederbörd är 785 millimeter. Den regnigaste månaden är september, med i genomsnitt 152 mm nederbörd, och den torraste är februari, med 7 mm nederbörd.